# أحمد فوزي (لاعب كرة قدم مواليد 2001)
أحمد فوزي جوهر فرج (مواليد 26 نوفمبر 2001، لاعب كرة قدم إماراتي يجيد اللعب في الهجوم مع نادي الجزيرة في دوري الخليج العربي الإماراتي .
مثل نادي الجزيرة في الفئات السنية وتدرج معهم حتى وصل للفريق الأول في صيف عام 2017 و أعير إلى نادي الظفرة في صيف 2022.

## روابط خارجية
- أحمد فوزي (لاعب كرة قدم إماراتي) على موقع قاعدة بيانات كرة القدم.إي يو (الإنجليزية)
- أحمد فوزي (لاعب كرة قدم إماراتي) على موقع قاعدة بيانات كرة القدم.إي يو (الإنجليزية)
- أحمد فوزي (لاعب كرة قدم إماراتي) على موقع قاعدة بيانات كرة القدم.إي يو (الإنجليزية)
- أحمد فوزي (لاعب كرة قدم إماراتي) على موقع Soccerway.com (الإنجليزية)